# King of the Blues Guitar
King of the Blues Guitar — альбом-компіляція Альберта Кінга, випущений лейблом Atlantic Records в 1969 році. У тому ж році альбом зайняв 133-ю позицію в хіт-параді журналу Billboard — The Billboard 200. Сингли «Cold Feet» і «(I Love) Lucy» посіли 20 та 46 сходинки відповідно в чарті Billboard R&B Singles. Композиція «Cold Feet» також посіла 67 позицію в чарті The Billboard 100.

## Список композицій
1. «Laundromat Blues» (Сенді Джонс) — 3:21
2. «Overall Junction» (Альберт Кінг) — 2:19
3. «Oh, Pretty Woman» (А. С. Вільямс) — 2:45
4. «Funk-Shun» (Альберт Кінг) — 2:45
5. «Crosscut Saw» (Р.Дж. Форд) — 2:31
6. «Down Don't Bother Me» (Альберт Кінг) — 2:13
7. «Born Under a Bad Sign» (Вільям Белл, Букер Т. Джонс) — 2:45
8. «Personal Manager» (Альберт Кінг, Девід Портер) — 4:28
9. «Kansas City» (Джеррі Лейбер, Майк Столлер) — 2:29
10. «The Very Thought of You» (Рей Ноубл) — 3:45
11. «The Hunter» (Стів Кроппер, Дональд «Дак» Данн, Ел Джексон, мл., Букер Т. Джонс, Джуніор Веллз) — 2:43
12. «I Almost Lost My Mind» (Айвері Джо Хантер) — 3:25
13. «As the Years Go Passing By» (Дедрік Мелоун) — 3:43
14. «Cold Feet» (Ел Джексон, мл., Альберт Кінг) — 2:43
15. «You Sure Drive a Hard Bargain» (Бетті Кратчер, Ален Джонс) — 2:55
16. «(I Love) Lucy» (Вільям Белл, Букер Т. Джонс) — 2:45
17. «You're Gonna Need Me» (Альберт Кінг) — 2:45

## Позиції у чартах

### Альбом
| Рік  | Чарт              | Позиція |
| ---- | ----------------- | ------- |
| 1969 | The Billboard 200 | 133     |

### Сингли
| Сингл           | Інформація |
| --------------- | --- |
| «Cold Feet»     | - Сингл Stax 241, 1968/1967 - Сторона Б: «You Sure Drive A Hard Bargain» - US R&B Singles #20 - US The Billboard 100 #67 |
| «(I Love) Lucy» | - Сингл Stax 252, 1968 - Сторона Б: «You're Gonna Need Me» - US R&B Singles #46                                          |
| «The Hunter»    | - Сингл Atlantic 2604, 1969 - Сторона Б: «As the Years Go Passing By»                                                    |